# رولف شولت
رولف شولت (بالألمانية: Rolf Schult)‏ (و. 1927 – 2013 م) هو ممثل، وممثل صوت، وممثل مسرحي، وممثل أفلام من ألمانيا، ولد في برلين.
توفي عن عمر يناهز 86 عاماً.

## روابط خارجية
- رولف شولت على موقع IMDb (الإنجليزية)
- رولف شولت على موقع ألو سيني (الفرنسية)
- رولف شولت على موقع ميوزك برينز (الإنجليزية)
- رولف شولت على موقع قاعدة بيانات الأفلام السويدية (السويدية)
- رولف شولت على موقع ديسكوغز (الإنجليزية)
- رولف شولت على موقع كينوبويسك (الروسية)